# Amin Younes
Amin Younes (Düsseldorf, 6 agosto 1993) è un calciatore tedesco, attaccante o centrocampista dello Schalke 04.

## Biografia
Younes è nato in Germania da madre tedesca e padre libanese. Quest'ultimo è stato a sua volta un calciatore.

## Caratteristiche tecniche
Di ruolo trequartista, dispone di buon dribbling e visione di gioco.

## Carriera

### Club

#### Giovanili e Borussia Monchengladbach
Nato a Düsseldorf, inizia a giocare a calcio nell'Unterrath insieme al fratello maggiore Philip. Nel 2000 viene acquistato per dieci mila euro dal Borussia M'gladbach con cui, dopo la trafila nelle giovanili e nella squadra riserve, esordisce in Bundesliga contro l'Hannover 96 (partita persa 2-1) il primo aprile 2012, subentrando nel finale a Tony Jantschke. Nei 2 anni seguenti disputa in totale 27 partite: 25 in Bundesliga (nelle quali segna anche il suo primo gol, contro il Borussia Dortmund) e 2 in Europa League, entrambe nell'edizione 2012-2013.
Dato lo scarso impiego, viene girato in prestito oneroso (100.000 euro) al Kaiserslautern in seconda divisione. Il 17 ottobre 2014 segna il suo primo gol con la nuova squadra, realizzando la rete del pareggio contro l'Heidenheim (1-1). Si ripete poi nella sfida esterna vinta per 1-3 sul campo del St. Pauli. Complice un infortunio, per la seconda parte di stagione viene spesso relegato in panchina. Conclude l'esperienza con 2 reti in 15 partite totali.

#### Ajax
Il 16 luglio 2015 viene ceduto in cambio di € 2,5 milioni all'Ajax, con cui firma un contratto triennale. Dopo un infortunio, che lo ha tenuto fuori per l'inizio del campionato, il 26 settembre esordisce da titolare contro il Groningen (2-0). La settimana seguente trova la sua prima rete con la maglia dei Lancieri, contro il PSV (persa 1-2). Col passare delle settimane, il tedesco trova continuità e conclude la sua prima stagione con 8 reti e 9 assist in 35 partite totali. Il 20 ottobre 2016 segna il suo primo gol nelle competizioni UEFA realizzando una rete al Celta Vigo (2-2) in Europa League. A fine stagione gioca interamente la finale di Europa League persa contro il Manchester Utd. Nel corso della competizione è stato il calciatore ad avere effettuato il maggior numero di dribbling. Nella seconda parte della stagione 2017-2018 finisce fuori rosa per aver rifiutato una sostituzione.

#### Napoli ed Eintracht Francoforte
Nel luglio 2018 si trasferisce a titolo gratuito al Napoli. Causa infortunio, debutta in Serie A l'8 dicembre nel 4-0 contro il Frosinone. La prima rete in maglia azzurra (che coincide anche con la sua prima rete in carriera in Serie A) arriva il 17 marzo 2019, nella vittoria casalinga per 4-2 contro l'Udinese.
Il 3 ottobre 2020 viene ceduto in prestito biennale all'Eintracht Francoforte. Dopo avere trovato spazio nell'arco della prima stagione, nella seconda viene messo ai margini della rosa, tanto che il 18 gennaio 2022 il prestito viene risolto anticipatamente.

#### Al-Ettifaq e prestito all’Utrecht
Il 23 gennaio 2022 viene ceduto a titolo definitivo all'Al-Ettifaq, squadra saudita con cui sottoscrive un contratto fino al 2024.
In estate si trasferisce in prestito all’Utrecht, facendo così ritorno in Olanda dopo quattro anni.

#### Schalke 04
Dopo aver trascorso un'intera stagione da svincolato, il 5 giugno 2024 Younes viene ingaggiato dallo Schalke 04, club militante nella 2. Bundesliga, con cui firma un contratto biennale.

### Nazionale
Dopo varie partite con le nazionali giovanili, ha esordito in nazionale maggiore il 6 giugno 2017 nell'amichevole contro la Danimarca. Quattro giorni più tardi ha giocato la sua prima partita da titolare contro il San Marino, segnando anche la sua prima rete. Viene convocato per la Confederations Cup dove contribuisce alla vittoria della sua nazionale con due partite ed un gol contro il Messico.

## Statistiche

### Presenze e reti nei club
Statistiche aggiornate al 31 agosto 2022.
| Stagione                     | Squadra                      | Campionato                   | Campionato | Campionato | Coppe nazionali | Coppe nazionali | Coppe nazionali | Coppe continentali | Coppe continentali | Coppe continentali | Altre coppe | Altre coppe | Altre coppe | Totale | Totale |
| Stagione                     | Squadra                      | Comp                         | Pres       | Reti       | Comp            | Pres            | Reti            | Comp               | Pres               | Reti               | Comp        | Pres        | Reti        | Pres   | Reti   |
| ---------------------------- | ---------------------------- | ---------------------------- | ---------- | ---------- | --------------- | --------------- | --------------- | ------------------ | ------------------ | ------------------ | ----------- | ----------- | ----------- | ------ | ------ |
| 2011-2012                    | Borussia M'Gladbach          | BL                           | 1          | 0          | CG              | -               | -               | -                  | -                  | -                  | -           | -           | -           | 1      | 0      |
| 2012-2013                    | Borussia M'Gladbach          | BL                           | 11         | 1          | CG              | 0               | 0               | UEL                | 2                  | 0                  | -           | -           | -           | 13     | 1      |
| 2013-2014                    | Borussia M'Gladbach          | BL                           | 14         | 0          | CG              | 0               | 0               | -                  | -                  | -                  | -           | -           | -           | 14     | 0      |
| Totale Borussia M'gladbach   | Totale Borussia M'gladbach   | Totale Borussia M'gladbach   | 26         | 1          |                 | 0               | 0               |                    | 2                  | 0                  |             | -           | -           | 28     | 1      |
| 2014-2015                    | Kaiserslautern               | ZL                           | 14         | 2          | CG              | 1               | 0               | -                  | -                  | -                  | -           | -           | -           | 15     | 2      |
| 2015-2016                    | Ajax                         | ED                           | 27         | 8          | CO              | 2               | 0               | UCL+UEL            | 0+6                | 0                  | -           | -           | -           | 35     | 8      |
| 2016-2017                    | Ajax                         | ED                           | 29         | 3          | CO              | 1               | 0               | UCL+UEL            | 3+15               | 0+4                | -           | -           | -           | 48     | 7      |
| 2017-2018                    | Ajax                         | ED                           | 13         | 1          | CO              | 0               | 0               | UCL+UEL            | 2+2                | 0+1                | -           | -           | -           | 17     | 2      |
| Totale Ajax                  | Totale Ajax                  | Totale Ajax                  | 69         | 12         |                 | 3               | 0               |                    | 28                 | 5                  |             | -           | -           | 100    | 17     |
| 2018-2019                    | Napoli                       | A                            | 12         | 3          | CI              | 1               | 0               | UCL+UEL            | 0+3                | 0                  | -           | -           | -           | 16     | 3      |
| 2019-2020                    | Napoli                       | A                            | 9          | 1          | CI              | 1               | 0               | UCL                | 1                  | 0                  | -           | -           | -           | 11     | 1      |
| Totale Napoli                | Totale Napoli                | Totale Napoli                | 21         | 4          |                 | 2               | 0               |                    | 4                  | 0                  |             | -           | -           | 27     | 4      |
| 2020-2021                    | Eintracht Francoforte        | BL                           | 26         | 3          | CG              | 1               | 1               | -                  | -                  | -                  | -           | -           | -           | 27     | 4      |
| 2021-gen. 2022               | Eintracht Francoforte        | BL                           | 0          | 0          | CG              | 1               | 0               | -                  | -                  | -                  | -           | -           | -           | 1      | 0      |
| Totale Eintracht Francoforte | Totale Eintracht Francoforte | Totale Eintracht Francoforte | 26         | 3          |                 | 2               | 1               |                    | -                  | -                  |             | -           | -           | 28     | 4      |
| gen.-giu. 2022               | Al-Ettifaq                   | SPL                          | 9          | 2          | KG              | -               | -               | -                  | -                  | -                  | -           | -           | -           | 9      | 2      |
| 2022-2023                    | Utrecht                      | E                            | 10         | 0          | CO              | 1               | 0               | -                  | -                  | -                  | -           | -           | -           | 11     | 0      |
| Totale carriera              | Totale carriera              | Totale carriera              | 175        | 24         |                 | 9               | 1               |                    | 34                 | 5                  |             | -           | -           | 218    | 30     |

### Cronologia presenze e reti in nazionale
| Cronologia completa delle presenze e delle reti in nazionale ― Germania | Cronologia completa delle presenze e delle reti in nazionale ― Germania | Cronologia completa delle presenze e delle reti in nazionale ― Germania | Cronologia completa delle presenze e delle reti in nazionale ― Germania | Cronologia completa delle presenze e delle reti in nazionale ― Germania | Cronologia completa delle presenze e delle reti in nazionale ― Germania | Cronologia completa delle presenze e delle reti in nazionale ― Germania | Cronologia completa delle presenze e delle reti in nazionale ― Germania |
| Data                                                                    | Città                                                                   | In casa                                                                 | Risultato                                                               | Ospiti                                                                  | Competizione                                                            | Reti                                                                    | Note                                                                    |
| ----------------------------------------------------------------------- | ----------------------------------------------------------------------- | ----------------------------------------------------------------------- | ----------------------------------------------------------------------- | ----------------------------------------------------------------------- | ----------------------------------------------------------------------- | ----------------------------------------------------------------------- | ----------------------------------------------------------------------- |
| 6-6-2017                                                                | Brøndby                                                                 | Danimarca                                                               | 1 – 1                                                                   | Germania                                                                | Amichevole                                                              | -                                                                       | 66’                                                                     |
| 10-6-2017                                                               | Norimberga                                                              | Germania                                                                | 7 – 0                                                                   | San Marino                                                              | Qual. Mondiali 2018                                                     | 1                                                                       |                                                                         |
| 25-6-2017                                                               | Soči                                                                    | Germania                                                                | 3 – 1                                                                   | Camerun                                                                 | Conf. Cup 2017 - 1º turno                                               | -                                                                       | 80’                                                                     |
| 29-6-2017                                                               | Soči                                                                    | Germania                                                                | 4 – 1                                                                   | Messico                                                                 | Conf. Cup 2017 - Semifinale                                             | 1                                                                       | 81’                                                                     |
| 8-10-2017                                                               | Kaiserslautern                                                          | Germania                                                                | 5 – 1                                                                   | Azerbaigian                                                             | Qual. Mondiali 2018                                                     | -                                                                       | 69’                                                                     |
| 25-3-2021                                                               | Duisburg                                                                | Germania                                                                | 3 – 0                                                                   | Islanda                                                                 | Qual. Mondiali 2022                                                     | -                                                                       | 86’                                                                     |
| 28-3-2021                                                               | Bucarest                                                                | Romania                                                                 | 0 – 1                                                                   | Germania                                                                | Qual. Mondiali 2022                                                     | -                                                                       | 90+4’                                                                   |
| 31-3-2021                                                               | Duisburg                                                                | Germania                                                                | 1 – 2                                                                   | Macedonia del Nord                                                      | Qual. Mondiali 2022                                                     | -                                                                       | 56’                                                                     |
| Totale                                                                  |                                                                         | Presenze                                                                | 8                                                                       |                                                                         | Reti                                                                    | 2                                                                       |                                                                         |

## Palmarès

### Club

#### Competizioni nazionali
- Coppa Italia: 1

Napoli: 2019-2020

### Nazionale
- Confederations Cup: 1

Russia 2017

### Individuale
- Squadra della stagione della UEFA Europa League: 1

2016-2017